# Squirrel (mascota)
Squirrel era la mascota oficial de los Juegos Asiáticos de Invierno de 1986 y 1990, que se celebraron en Sapporo en marzo de 1986 y 1990.